# Otto Lauffer
Otto Lauffer, född 20 februari 1874, död 8 augusti 1949, var en tysk folklivsforskare och arkeolog.
Lauffer var professor vid universitetet i Hamburg och förestod där från 1908 Hamburgs historiska museum. Lauffer, som var en ledande forskare inom tysk etnologi, utmärkte sig för en bred och allmän förtrogenhet med sitt ämnes grenar. Hans verk Niederdeutsche Volkskunde (1917, 2:a uplagan 1923) utgjorde en bred framställning av nordtyskt folkliv. Ett värdefullt arbete inom tysk kulturhistoria är hans arbete över de tyska hustypernas uppkomst och utbredning, Das deutsche Haus in Dorf und Stadt (1919).